# Penkule
Penkule est un pagasts de Lettonie.

## Population
En 2002, la moitié de la population était active, 28 % étaient des jeunes et 21 % étaient retraités. La population se décompose en 80 % de Lettons, 8,2 % de Lituaniens et de 5,6 % de Russes.
Le taux de chômage avoisine les 7 %. Une partie de la population n'a qu'un emploi saisonnier ou à temps partiel qui est souvent une conséquence du faible niveau d'étude ou du manque de qualification. L'exode rural frappe énormément un village de cette taille du fait du faible nombre d'emplois. Le principal employeur est « SIA Penkule » qui est en fait l'ancien Kolkhoze.

## Vie du village
Il y a une école à Penkule qui accueille les jeunes de 6 à 15 ans, voire plus s'ils le désirent mais ils rejoignent la plupart du temps les écoles des villes environnantes pour suivre des études secondaires ou professionnelles. L'école compte environ 150 élèves et propose des ateliers informatiques, de danses traditionnelles, de chant ou de sport.
Penkule possède une église de gospel luthérienne qui a servi aux leçons de sport durant l'époque soviétique. Un pasteur l'a réinvestie après la déclaration d'indépendance.
L'école, de son côté, propose aux visiteurs un musée de l'histoire locale qui donne un aperçu de comment se dérouler la vie de tous les jours dans les siècles passés.

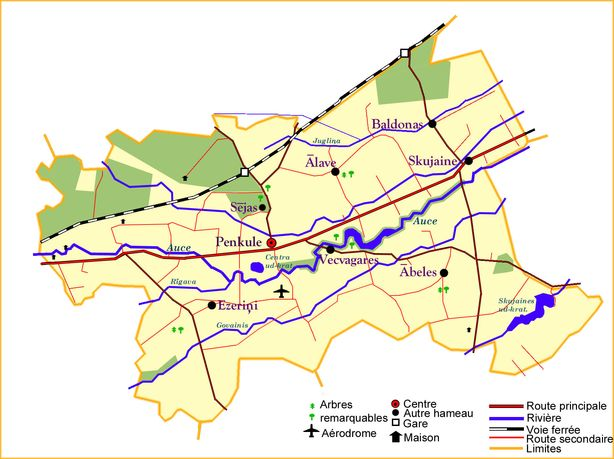
Carte de Penkule

Le territoire compte 218 maisons dont quinze sont des fermes de grosse production, deux appartiennent à « SIA Penkule » et quatre sont des entreprises individuelles. Penkule est un village essentiellement agricole dont l'espace est à 74 % utilisé par les plantations, de pommes de terre, de blé ou de betteraves sucrières dont le principal producteur est "SIA Penkule". 
Le reste du territoire se compose de forêt principalement mais aussi de différentes zones humides.

## À voir
- Le musée de la vie à Penkule
- L'église luthérienne
- Le château d'eau de style soviétique
- La nature environnante riche en animaux

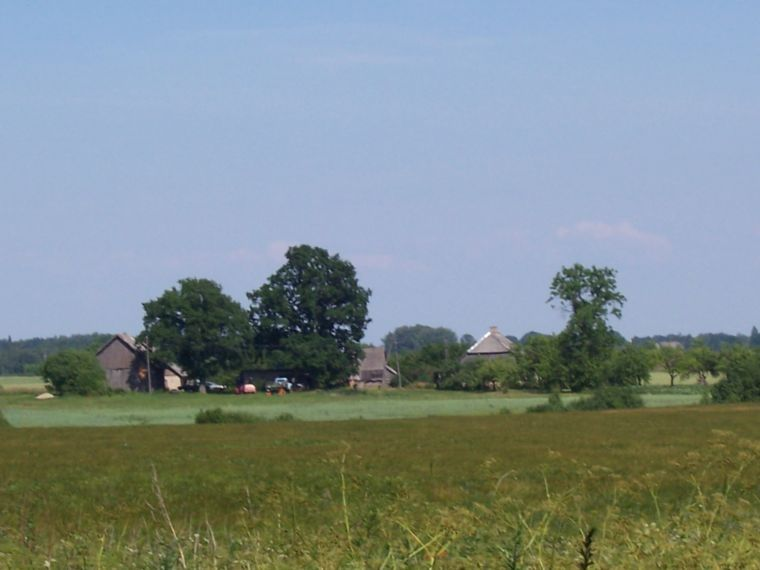
Paysage à Penkule

## Transport
- Train (Ligne Rīga-Reņģe)
- Bus (Dobele ou Jelgava ou Rīga - Auce)